# William Heirens
William George Heirens (Evanston, 15 novembre 1928 – Chicago, 5 marzo 2012) è stato un serial killer statunitense, colpevole nel 1946 di almeno tre delitti.
Heirens è stato soprannominato il Killer del Rossetto (The Lipstick Killer) a causa di un messaggio lasciato sulla scena di un omicidio scritto appunto con un rossetto. È stato incarcerato fino alla morte presso il Dixon Correctional Centre a Dixon, totalizzando complessivamente 65 anni di reclusione. Aveva ritirato la sua confessione sugli omicidi dichiarandosi vittima di coercizione e intimidazioni da parte della polizia durante gli interrogatori.
È stato trovato senza vita nella sua cella il 5 marzo 2012. Soffriva già da tempo di problemi renali.

## Biografia
Heirens crebbe a Lincolwood, un sobborgo di Chicago ma nacque ad Evanston, Illinois. All'età di undici anni, raccontò alla madre di aver assistito ad un rapporto sessuale fra due giovani, la quale gli disse che ogni manifestazione di sessualità è una cosa sporca, indecente, e veicolo di malattie.
Mentre baciava la sua fidanzata coetanea, scoppiò in lacrime e vomitò di fronte a lei. A tredici anni, fu arrestato perché trovato in possesso di un'arma da fuoco carica, nella sua abitazione furono ritrovate altre armi da fuoco nascoste in un frigorifero e nel solaio. Heirens ammise di aver commesso dei furti e fu mandato in un riformatorio per alcuni mesi, la Gibault School. In seguito riferì che per lui i suoi reati erano soltanto un diversivo alla noia e gli servivano per scaricare la tensione. Non molto dopo il suo breve soggiorno nel riformatorio, venne arrestato di nuovo, ancora per furto con scasso. Questa volta fu costretto dalla sentenza di condanna a frequentare la St. Beda Academy, diretta da monaci Benedettini. Durante questo forzato periodo scolastico, si rivelò un brillante studente, con un notevole rendimento. Fu rilasciato a 16 anni ed ottenne, grazie ai suoi ottimi risultati accademici, l'ammissione alla University of Chicago. Si iscrisse alla facoltà di Elettrotecnica della stessa sede universitaria, ma non abbandonò la sua abitudine al furto.

## Gli omicidi

### Josephine Ross
Il 5 giugno del 1945, la quarantatreenne Josephine Ross fu ritrovata morta nel suo appartamento al 4108 di North Kenmore Avenue. Era stata ripetutamente pugnalata in varie zone del corpo, e la sua testa fu trovata avvolta in un vestito appartenente alla vittima.
Fu supposta l'ipotesi che la vittima avesse scoperto l'intruso che l'avrebbe uccisa e che avesse lottato con lui, alcuni capelli scuri infatti furono ritrovati stretti nel pugno di Josephine Ross. Nessun oggetto di valore era stato derubato dall'abitazione.
Le persone frequentate da Josephine Ross, il fidanzato e gli ex mariti, erano tutti in possesso di un alibi confermato, e la polizia non aveva altri sospetti. Si diede la caccia ad un uomo dalla carnagione scura che fu visto aggirarsi nei pressi dell'appartamento e in seguito scappare, ma nessuno fu in grado di identificarlo.

### Frances Brown
Il 20 dicembre 1945, una signora divorziata che corrispondeva al nome di Frances Brown, fu ritrovata morta in seguito a delle pugnalate infertele nel suo appartamento al 3941 di Pine Grove. Una donna delle pulizie trovò il cadavere, insospettita dal rumore assordante di una radio e dalla porta dell'appartamento della vittima rimasta socchiusa. Frances Brown era stata barbaramente pugnalata e le autorità supposero che un rapinatore potesse essere stato scoperto dalla vittima e interrotto, sebbene, come accadde per Josephine Ross, nessun oggetto di valore o altro fosse stato rubato dall'appartamento. Fu trovata soltanto un messaggio su una parete dell'appartamento di Frances Brown, scritto con un rossetto.
"Per amor di Dio
fermatemi
prima che possa uccidere ancora.
Non posso controllarmi"
La polizia trovò un'impronta insanguinata sullo stipite della porta d'ingresso. Un testimone oculare, tale George Weinberg, udì degli spari verso le 4 del mattino. Secondo John Derick, il portinaio dello stesso condominio, un uomo sui 35-40 anni quella notte uscì dall'ascensore, e lasciò lo stabile attraverso la porta principale.

### Susanne Degnan
Il 7 gennaio del 1946 una bambina di sei anni, Susanne Degnan, scomparve al 5943 di North Kenmore Ave. Dopo aver ispezionato la casa senza successo, la sua famiglia ne denunciò la scomparsa alle autorità. La sparizione della bambina destò scalpore e la polizia promise di catturare il responsabile del rapimento. Gli agenti trovarono una scala appoggiata sulla finestra della camera di Susanne e un messaggio di riscatto, nel quale venivano richiesti 20 000 dollari in banconote di piccolo taglio e si intimava di non avvertire le autorità competenti. Sull'altro lato del foglio era stata aggiunta una frase che ordinava di distruggere il messaggio per l'incolumità della bambina. Il testo era stato scritto in uno stile simile ad una notazione musicale, portando gli investigatori a sostenere che l'autore del messaggio e del rapimento fosse un competente musicista. In seguito, un uomo chiamò telefonicamente più volte i Degnan per il riscatto, ma la chiamata veniva sempre interrotta prima che si potesse intrattenere una conversazione significativa per le indagini.
Il sindaco di Chicago, Edward Kelly, ricevette una nota scritta in cui veniva citata la OPA, un organo statale che trattava della stabilizzazione dei prezzi sui beni alimentari e la protezione dei diritti dei consumatori. A quei tempi vi era uno sciopero su scala nazionale degli operai addetti all'imballaggio delle carni, e l'OPA si stava adoperando per il razionamento dei prodotti caseari. Il signor Degnan, padre della bambina scomparsa, era un dirigente anziano della OPA trasferito a Chicago. A un altro dirigente erano stati assegnati degli uomini di sicurezza dopo un episodio di minacce rivolte ai suoi figli, e un uomo coinvolto nel mercato nero dei prodotti alimentari era stato recentemente ucciso per decapitazione. La polizia considerò l'ipotesi che il rapitore e assassino fosse un operaio imballatore.
La polizia interrogò anche i vicini di casa dei Degnan senza arrivare ad alcuna conclusione, in quanto nessuno aveva sentito o visto niente di inusuale nel giorno del rapimento. Qualcuno in seguito telefonò in modo anonimo alla polizia, suggerendo agli inquirenti di controllare la rete fognaria intorno all'abitazione dei Degnan. La polizia trovò la testa della bambina nella caditoia di un vicolo ad un isolato di distanza dalla residenza Degnan, la gamba destra in una pozzetta di raccolta della fogna, il busto e la gamba sinistra in un altro canale di scolo; tutte le membra erano situate progressivamente a un isolato di distanza una dall'altra. Le braccia furono recuperate un mese dopo in un tratto della rete fognaria presso la ferrovia Red Line di Chicago, a più di tre isolati dalla casa della vittima. Tutte le caditoie furono chiuse da tombini circolari di ghisa.
Le ricerche si spinsero anche negli edifici circostanti, e nelle vasche della lavanderia di un condominio coincidente con il luogo del ritrovamento della testa di Susanne Degnan; furono trovati indizi che ubicavano in quel luogo lo smembramento del cadavere.  Il killer aveva ripulito l'ambiente e il pavimento, ma alcune tracce ematiche furono ritrovate negli scarichi delle quattro vasche. La stampa la chiamò "la stanza del delitto", ma in realtà l'autopsia dichiarò che al momento del rapimento fosse viva e che fu uccisa in un luogo mai identificato per poi essere sezionata in un secondo momento nella lavanderia.
La polizia indagò su centinaia di persone dopo il ritrovamento del cadavere e fece sottoporre 170 persone all'esame poligrafico, senza successo. Furono anche indicati alcuni sospetti e dichiarati come autori del delitto, ma tutti vennero scagionati per insufficienza di prove a loro carico.

### Testimoni
Il Coroner Brodie fissò l'ora del decesso attorno alle 00:30 - 1:00 del mattino e specificò che fu usato un coltello molto affilato per uccidere la vittima e sezionarla in modo accurato. Il dottor Kearns, sosteneva che l'assassino "era una persona che aveva una grande conoscenza dell'anatomia, o che aveva potenzialmente lavorato nel campo delle dissezioni". Secondo l'esperto coroner, "neanche un dottore con una media esperienza in dissezioni avrebbe potuto essere così abile, doveva essere un individuo che lavorava le carni". Il dottor Brodie aggiunse che il lavoro svolto dall'assassino "era preciso e pulito, senza alcun segno di errori nello scomporre le membra".
- Alcuni testimoni residenti nel condominio dei Degnan affermano di aver visto una donna avvolta in un cappotto maschile, molestare i bambini offrendo loro caramelle. Uno dei piccoli fu graffiato al volto dalle lunghe unghie della donna.
- Ethel Hargrove, l'inquilina residente sopra i Degnan, tornata a casa intorno a 00:50 la notte del delitto, udì alcune voci maschili per le scale e sentì abbaiare i cani nell'appartamento dei Flynn. Un altro inquilino confermò di aver udito i latrati dei cani alla stessa ora.
- George Subgrunski asserì di aver visto un uomo dirigersi verso l'appartamento dei Degnan, con in mano una borsa, intorno all'1:00. Descrisse dettagliatamente il soggetto, di 35 anni, alto all'incirca 1.70 cm, sugli 80 kg di peso. Indossava un cappello fedora ed un cappotto scuro. La sua testimonianza fu valutata inconsistente e fu scartata.
- Robert Reisner, un tassista, vide una donna che trasportava sotto entrambe le braccia dei fagotti, nei pressi del vicolo vicino all'abitazione dei Degnan all'1:30. Questa, salì in un'auto guidata da un uomo dai capelli grigi.
- La signorina Crawford, che viveva dall'altro lato della strada, riferì di aver visto una macchina in cui vi erano un uomo e una donna fare avanti e indietro per la via alle 2:30 del mattino.
- Marion Klein e Jake DeRosa, guardando fuori dalla finestra dell'appartamento della signora Klein, videro un uomo con un cappotto scuro ed un cappello grigio che tentava di entrare nell'internato in cui vi è la lavanderia intorno alle 3:00 del mattino. L'uomo corse via apparentemente disturbato.
- Freida Meyer, l'inquilina dell'appartamento sopra la lavanderia, dichiarò di aver visto un uomo addentrarsi nella lavanderia ad intervalli regolari di 10-15 minuti per poi dirigersi nel vicolo adiacente, intorno alle 3:40 del mattino. Ritornò per la terza volta ma si dileguò pochi minuti dopo.

### Hector Verbourgh
In seguito a queste segnalazioni, fu arrestato e indicato come sospetto il portiere dello stabile dei Degnan, Hector Verbourgh, un uomo di 65 anni. Nonostante il suo profilo fosse distante dalla descrizione dell'assassino, la polizia prese come indizio il fatto che il portiere frequentasse spesso la lavanderia e che il messaggio del riscatto potesse essere collegato alla calligrafia dello stesso uomo. La polizia fece delle pressioni sulla moglie del sospettato affinché implicasse il marito nell'omicidio.
Gli inquirenti trattennero il portinaio per 48 ore, tentando di estorcergli una confessione, ricorrendo perfino alla violenza e causandogli una lussazione della spalla. Nonostante ciò, Verbourgh si dichiarò completamente innocente in ogni circostanza. Il portinaio venne rilasciato in base al decreto dell'Habeas Corpus.
Verbourgh trascorse dieci giorni in ospedale e intentò una causa contro il dipartimento di polizia di Chicago, ottenendo 20 000 (circa 222 000 dollari odierni) dollari di risarcimento di cui 5 000 (circa 55 000 dollari odierni) li ottenne sua moglie.

### Sidney Sherman
Un altro sospettato fu Sidney Sherman, un congedato della Marina americana che partecipò alla seconda guerra mondiale. La polizia trovò dei capelli biondi nel retro della residenza dei Degnan e un filo metallico, che probabilmente era stato utilizzato per strangolare la vittima. Non molto lontano fu trovato anche un fazzoletto con il quale forse l'assassino aveva impedito alla vittima di richiamare l'attenzione di qualcuno. Sul fazzoletto era ricamato il nome del sospettato e la polizia sperò che fosse l'errore dell'assassino a incastrarlo. Controllando gli archivi militari risultò che Sherman vivesse ad Hyde Park, ma una volta giunti all'indirizzo della residenza gli investigatori scoprirono che Sidney Sherman aveva abbandonato il luogo e la propria professione senza aver ritirato la sua ultima paga. Iniziò una caccia all'uomo su scala nazionale, e Sherman fu trovato a Toledo, in Ohio. Si sottopose al test poligrafico ma da esso non venne desunto alcun particolare che potesse accusarlo. Il proprietario del fazzoletto venne ritrovato, ma venne confermato che egli, quando Susanne Degnan venne uccisa, non si trovasse affatto a Chicago; la presenza del fazzoletto nei dintorni della scena del crimine venne pertanto considerata come una coincidenza.

### Le telefonate misteriose
Il giorno che la vittima scomparve, arrivarono all'appartamento dei Degnan alcune telefonate che facevano riferimento al riscatto ma senza lasciare commenti o istruzioni al riguardo. Il mistero delle telefonate fu risolto in seguito: mentre si stava indagando su chiunque potesse essere collegato al caso, fu indagato anche un ragazzo del luogo di nome Theodore Campbell. Messo sotto interrogatorio, il ragazzo confessò che un altro coetaneo, di nome Vincent Costello, gli aveva confidato di aver ucciso Susanne Degnan. Il caso quindi, fu ritenuto risolto.
Costello viveva solo a pochi isolati di distanza dall'abitazione della vittima e frequentava la locale scuola pubblica prima che venisse detenuto in riformatorio a 16 anni in seguito ad una rapina a mano armata.
Secondo il racconto di Theodore Campbell, Costello gli confessò di aver rapito e ucciso la bambina e di essersene sbarazzato. Costello, in base a ciò che aveva dichiarato, disse a Campbell di fare chiamate di riscatto ai Degnan.
Vincent Costello fu arrestato e interrogato per una notte. Il test poligrafico su entrambi i ragazzi smentì la loro versione in quanto non erano a conoscenza di alcun dettaglio riguardo alla morte di Susanne Degnan. Più tardi ammisero di aver ascoltato dei poliziotti parlare dell'omicidio e idearono di inviare telefonate anonime ai genitori della vittima.
Dopo quest'ultimo sospetto degno di nota, vi fu una mancanza di progressi sul caso e la stampa ne approfittò per criticare i metodi di investigazione della polizia e su come fossero state condotte le indagini fino a quel punto.

### L'ennesima confessione
Un uomo, Richard Russell Thomas, si dichiarò colpevole del delitto. Egli era un infermiere che viveva a Phoenix, in Arizona dopo essersi trasferito da Chicago. Al tempo della dichiarazione, Thomas era incarcerato per aver molestato una delle sue figlie. Le caratteristiche calligrafiche e il profilo generale del sospettato, soprattutto per quanto riguardava la professione medica, erano coincidenti con l'ipotetico profilo del killer, ma gli inquirenti lo scartarono per delle discrepanze e perché ritenevano che volesse soltanto evitare il carcere in Arizona.

## L'arresto di Heirens
Il 26 giugno 1946, il diciassettenne William Heirens fu arrestato per tentato furto e violazione di domicilio, dopo che un testimone lo vide introdursi in un appartamento. La sua fuga fu interrotta dal portinaio dello stabile, il quale lo inseguì e gli bloccò la strada. Ad ogni modo, presumibilmente, Heirens tolse la sicura alla sua arma e puntandola verso il portinaio avrebbe detto "Lasciami andare, oppure avrai un proiettile nelle budella!", quindi l'uomo non lo inseguì ulteriormente. Heirens si nascose in un edificio nelle vicinanze ma un residente lo individuò e chiamò le autorità, facendolo arrestare. Durante l'inseguimento dei poliziotti, alcuni sostengono che puntò nuovamente l'arma contro uno dei due agenti e sparò un colpo, ma dall'arma non uscì alcun proiettile. Lo scontro con gli agenti terminò quando un poliziotto fuori servizio lo colpì alla testa con un vaso, facendogli perdere conoscenza.
Heirens ricordò di aver perso improvvisamente conoscenza quando venne interrogato al riguardo. La polizia lo portò all'Ospedale Bridewell, il quale confinava con la Cook County Jail. L'interrogatorio si fece più pressante quando gli inquirenti cominciarono a porgli quesiti pesanti, su come uccise la bambina, e di confessare che lo fece. In qualche modo "sapevano" che il colpevole fosse Willaim Heirens. Ad un certo punto, qualcuno gli sferrò un calcio nei testicoli che gli causò quasi la nausea, e li bruciarono con l'etere. Heirens affermò che fu posto sotto interrogatorio per circa sei giorni consecutivi, malmenato dalle autorità e impossibilitato a bere o mangiare. Non gli fu permesso di vedere neanche i propri genitori per quattro giorni, e gli fu impedito di chiedere l'ausilio di un legale per i sei giorni in cui fu trattenuto dalla polizia.
Due psichiatri, i dottori Heins e Grinker, somministrarono ad Heirens dosi massicce di Tiopental Sodico senza alcuna prescrizione e soprattutto senza il consenso dei genitori, dopodiché fu di nuovo interrogato per tre ore consecutive. Influenzato dagli effetti della droga, la polizia dichiarò che l'interrogato aveva confessato di avere una sindrome bipolare, il suo alter ego aveva un'identità propria, "George Murman", il cui nome prende origine dal primo nome del padre di Heirens e dal suo stesso secondo nome. Heirens affermò di ricordare ben poco dell'interrogatorio a cui fu sottoposto mentre era in preda agli effetti dello psicofarmaco, e tutta la sua testimonianza è oggi oggetto di disputa in quanto le trascrizioni originali delle confessioni sono andate perdute. Nel 1952, il dottor Grinker affermò che in verità William Heirens non fosse implicato in alcun omicidio.
Nel suo quinto giorno sotto custodia cautelare, fu praticata ad Heirens una iniezione lombare senza anestesia e poco dopo fu trasportato alla centrale di polizia per essere sottoposto al test poligrafico. Provarono ad iniziare il test senza successo per qualche minuto prima che venisse rinviato, in quanto si era constatato che l'inquisito era troppo sofferente e debole per poterlo affrontare.
Quando fu in grado di prendere parte al test, i risultati, a detta delle autorità, furono "inconcludenti". Nel luglio 1946, fu trasferito alla Cook County Jail dove fu trasferito nel reparto ospedaliero per un ricovero.

### La prima confessione di Heirens
Dopo l'interrogatorio in cui gli fu somministrato il Tiopental, ma prima dell'esame al Poligrafo, Heirens parlò con il Capitano Michael Ahern, al quale confermò indirettamente, in presenza del legale William Touhy e di una stenografa, che il suo alter ego George Murman aveva commesso gli omicidi. La polizia indagò su "George" fra familiari, amici e conoscenti di Heirens senza concludere nulla. A Heirens fu attribuito di avere detto, sempre sotto psicofarmaci, che incontrò George a 13 anni, il quale lo spinse a girovagare di notte, a rapinare per divertimento, e ad uccidere "come un cobra" quando era messo alle strette. "George", a quanto disse Heirens, gli confessò i suoi segreti. Heirens presumibilmente affermò di essersi sempre preso la colpa di ogni cosa al posto di George, all'inizio solo per furto d'auto, poi per aggressioni e omicidi. Gli psicologi spiegarono questa bipolarità con la stessa tesi secondo la quale alcuni bambini sviluppano la tendenza a creare amici immaginari, quindi Heirens creò questa personalità duplice per mantenere i sentimenti aggressivi e antisociali distaccati da quelli positivi, e che compongono una psiche equilibrata.
Le autorità erano scettiche riguardo alle asserzioni di bipolarismo di Heirens, credendo che stesse gettando le basi per potersi appellare all'insanità mentale, ma queste affermazioni invece provocarono un interesse di vaste proporzioni da parte dell'opinione pubblica e della stampa, trasformando "Murman" in "Murder Man" (assassino).

## Prova evidente di colpevolezza
Mentre le analisi sulla calligrafia del messaggio scritto con il rossetto e la scrittura di Heirens non sembravano combaciare, la polizia identificò le impronte insanguinate lasciate sullo stipite della porta con quelle di Heirens, e più avanti fu reso noto che un'impronta lasciata sul biglietto di riscatto coincideva con quella del mignolo sinistro di Heirens in almeno sei punti. All'epoca, i sostenitori del sospettato fecero notare alle autorità che fossero necessari almeno undici punti corrispondenti per poter avere un'identificazione schiacciante.
Tempo dopo, il capo detective Walter Storms confermò che l'impronta sullo stipite fosse effettivamente dell'inquisito.

## La perquisizione
Venne effettuata una perquisizione senza un mandato nella residenza e nel dormitorio del College di Heirens, dove furono trovati altri elementi che attirarono l'attenzione della stampa. Di notevole rilevanza, un libro fotografico raffigurante degli ufficiali Nazisti, appartenuto a un veterano di guerra di nome Harry Gold, che fu derubato quando Heirens violò il domicilio dell'uomo, la stessa notte in cui Susanne Degnan venne uccisa. Gold viveva nella stessa zona dei Degnan, e ciò mise William Heirens ancor di più nel cerchio dei sospetti.
In possesso di Heirens vi era anche una copia di un libro intitolato Psychopathia Sexualis, un saggio del dottor Richard von Krafft-Ebing, il quale trattava le deviazioni sessuali. Venne trovato anche un kit di medicazioni rubato, ma venne dichiarato che non avesse alcuna relazione con gli omicidi, in quanto nessuna traccia biologica degna di nota era stata rinvenuta sugli attrezzi, e fu constatato che questi erano troppo inadatti per essere utilizzati in una dissezione. In più, non fu rinvenuto alcun resto biologico delle vittime su alcuno dei capi d'abbigliamento dell'imputato. In compenso, gli attrezzi del kit medico furono usati da Heirens per modificare alcune locandine di propaganda bellica che aveva rubato. Fu ritrovata una pistola, che secondo l'esame balistico, avrebbe sparato almeno un colpo. Il proprietario dell'arma fu identificato, tale Guy Rodrick, al quale fu sottratta il 3 dicembre del 1945, e due notti dopo un proiettile vagante ruppe la finestra all'ottavo piano di Marion Caldwell, ferendola. L'arma venne identificata come quella che emise il proiettile.

## Il testimone oculare
George E. Subgrunski, un militare in servizio, descrisse abbastanza dettagliatamente un uomo aggirarsi nei dintorni dell'appartamento dei Degnan subito dopo l'accaduto, senza però essere certo della sua identità. Per sua stessa ammissione, l'uomo furtivo non si trovava in un posto abbastanza illuminato da poterne riconoscere i tratti del viso. L'11 luglio, gli inquirenti mostrarono a Subgrunski una foto del diciottenne Heirens, ma non lo identificò come l'uomo che aveva visto all'interno dello stabile dei Degnan. Il 16 luglio, nella sede del tribunale durante un'udienza, lo riconobbe come l'uomo misterioso esclamando "Quello è l'uomo che ho visto!". La stampa di Chicago dichiarò che questa testimonianza avvalorava in modo conclusivo i sospetti attorno Heirens. La testimonianza di Subgrunski portò ad un atto di accusa ufficiale.
Prima del processo, a causa della mutevolezza delle testimonianze del militare nel corso delle indagini, alcuni erano portati ragionevolmente a scartare l'accusa di Subgrunski. Più tardi, venne fatto notare al testimone che nella sua dichiarazione originaria, egli non poté descrivere in volto il sospetto e quindi non era in grado di identificarlo, al processo dichiarò di esserne certo in quanto disse di averlo visto passare, illuminato dai fari di un'auto.

## La seconda confessione
Gli avvocati difensori di Heirens "sentivano" in qualche modo, che l'imputato fosse colpevole e il loro compito primario era di salvarlo dalla sedia elettrica. Touhy, d'altro canto invece, non era certo che avrebbe ottenuto una sentenza di condanna.
"La bassa probabilità di portare avanti un processo penale per omicidio contro William Heirens, ha spinto l'ufficio giudiziario a cercare e ottenere l'appoggio dei legali difensori, e attraverso loro, quello del loro assistito. Tutto il processo svolto per l'omicidio Degnan prevedeva soltanto le prove di un'impronta parziale su un biglietto di riscatto. Ed è stato in quel momento che i legali difensori si sono mossi per la cooperazione con l'accusa." —L'avvocato Touhy.
I legali difensori di Heirens, lo pressarono per accettare il patteggiamento di Touhy. Quell'accordo, stipulato a porte chiuse in un incontro con il legale dell'accusa, prevedeva una sola condanna d'ergastolo se avesse confessato gli omicidi di Josephine Ross, Frances Brown e Susanne Degnan. Con l'aiuto dei suoi legali, cominciò la stesura della sua dichiarazione di colpevolezza usando come canovaccio un articolo sul giornale Chicago Tribune.
"L'articolo, si è rivelato molto utile in quanto mi ha fornito molto particolari di cui non ero a conoscenza. Gli avvocati raramente hanno corretto dettagli della dichiarazione in modo radicale, ma durante la stesura, dalle loro facce desumevo di aver commesso qualche sbaglio. Oppure mi chiedevano "È successo davvero questo, Bill?". Quindi dovevo cambiare versione perché, ovviamente, andava contro ciò che si sapeva." (in sede di giudizio)
Sia Heirens che i suoi genitori, fornirono una loro versione dei fatti. Le due parti concordarono la confessione ufficiale per il 30 luglio. La difesa raggiunse l'ufficio di Touhy per incontrare la stampa, dove vennero fatte dichiarazioni dagli avvocati dell'imputato e Touhy tenne un breve discorso. Heirens, in quell'occasione, apparve confuso e diede risposte evasive alle domande dei giornalisti, ed anni dopo incolpò Touhy per quell'atteggiamento elusivo.
"È stato per colpa di Touhy. Dopo aver radunato tutti, compresi poliziotti e avvocati, cominciò un preambolo su quanto tutti avessero dovuto aspettare prima che io confessassi la verità, ma alla fine, la verità è venuta a galla. Insisteva nell'enfatizzare la parola 'verità', e gli chiesi se voleva davvero saperla. Mi assicurò di volerla sapere. Per sapere fece un grosso accordo, quando fui forzato a mentire per salvarmi la vita. Mi faceva arrabbiare.. Perciò gli dissi la verità, e questo turbò tutti davvero."
Touhy ritirò l'accordo di un solo ergastolo in favore di tre ergastoli consecutivi, minacciandolo anche di condannarlo a morte se si fosse presentato in tribunale. Minacciarono perfino di incolparlo del delitto di Estelle Carey, sebbene Heirens fosse alla Gibault School in Indiana al momento dell'omicidio. Gli avvocati di Heirens furono molto contrariati con lui per aver praticamente rifiutato il patteggiamento.
Touhy annunciò che avrebbe continuato a provare la colpevolezza di Heirens negli assassinii di Frances Brown e Susanne Degnan.
Heirens fu d'accordo con il nuovo patteggiamento stipulato. La prima dichiarazione formale di fronte alla stampa fu tenuta di nuovo nella sede dell'ufficio dell'avvocato Touhy. Questa volta, Heirens fu molto esaustivo nel ricordare particolari del delitto che aveva confessato, perfino ricostruendo parti dell'omicidio. Ahern cambiò la sua opinione su Heirens affermando la sua colpevolezza, quando venne a sapere quanto fosse familiare all'imputato l'appartamento di Frances Brown.
Heirens più tardi dichiarò "Ho confessato per salvarmi la vita".

## Il coltello
Nella sua confessione, Heirens disse di aver utilizzato il suo coltello da caccia per uccidere e sezionare Susanne Degnan presso le rotaie della Elevated Subway, ma la polizia comunque non indagò in quei luoghi. Sapendo questo, i giornalisti interrogarono gli operai ferroviari per sapere se avessero trovato il coltello in questione, lo trovarono sulle rotaie e lo custodirono nel magazzino della stazione di Granville. Gli stessi giornalisti scoprirono che il coltello apparteneva a Guy Rodrick, lo stesso proprietario dell'arma trovata in possesso di Heirens, una Colt calibro 22. Il 31 luglio, l'imputato riconobbe il coltello come di sua proprietà. Heirens ammise di aver gettato il coltello da un treno dell'Elevated Subway, perché non voleva che sua madre lo vedesse.